# V League 1 2023-2024
La V League 1 2023-2024, anche nota come Night Wolf V.League 1 2023-2024 per motivi di sponsorizzazione, è stata la 68ª edizione della massima serie del campionato di calcio vietnamita, la 24ª con questa denominazione. La stagione è iniziata il 20 ottobre 2023 ed è terminata il 30 giugno 2024.
La stagione è inoltre la prima dall'edizione 2001-02 a seguire un calendario dall'autunno alla primavera invece di un calendario solare, per seguire i cambi organizzativi delle competizioni AFC. A partire dalla stagione 2023-24 viene adottata anche nel campionato vietnamita la tecnologia del Video Assistant Referee (VAR).
Il CAHN è la squadra campione in carica, avendo vinto il suo primo titolo nella stagione 2023. Il titolo è stato vinto dal Nam Định per la seconda volta nella sua storia.

## Stagione

### Novità
Dalla scorsa edizione è stato retrocesso il Ðà Nẵng, dopo 21 anni nella massima serie e due campionati nazionali vinti, nelle stagioni 2009 e 2012. Al suo posto, dalla V League 2 è stato promosso il Quảng Nam, di ritorno nel campionato dopo tre anni.

#### Aggiornamenti
- Il 22 settembre 2023 il Topenland Binh Dinh ha cambiato nome in Quy Nhon Binh Dinh.[3]
- Il 2 novembre 2023, l'Hoang Anh Gia Lai ha cambiato nome in LPBank-Hoang Anh Gia Lai. La federazione vietnamita inizialmente non aveva acconsentito al cambio di nome, ma il 22 novembre ha autorizzato la nuova denominazione.[4]
- Il 22 novembre il Viettel ha cambiato nome in The Cong - Viettel.[4]
- Il 1º dicembre 2023 il Quy Nhon Binh Dinh ha cambiato nome in MerryLand Quy Nhon Binh Dinh.[5]

### Formula
Le 14 squadre partecipanti giocano un girone all'italiana con gare di andata e ritorno, per un totale di 26 giornate. Al termine di queste, la squadra prima in classifica è campione del Vietnam e si qualifica per la AFC Champions League Two 2024-2025, mentre l'ultima classificata retrocede in V League 2 e la penultima gioca uno spareggio promozione/retrocessione contro una squadra dalla V League 2.

## Squadre partecipanti
| Club              | Città       | Stagione precedente    |
| ----------------- | ----------- | ---------------------- |
| Bình Định         | Quy Nhơn    | 7° in V League 1 2023  |
| Bình Dương        | Thủ Dầu Một | 12° in V League 1 2023 |
| CAHN              | Hanoi       | Campione del Vietnam   |
| Hải Phòng         | Haiphong    | 6° in V League 1 2023  |
| HAGL              | Pleiku      | 10° in V League 1 2023 |
| Hà Nội            | Hanoi       | 2° in V League 1 2023  |
| Hồ Chí Minh       | Ho Chi Minh | 13° in V League 1 2023 |
| Hồng Lĩnh Hà Tĩnh | Hà Tĩnh     | 8° in V League 1 2023  |
| Nam Định          | Nam Dinh    | 5° in V League 1 2023  |
| Quảng Nam         | Tam Kỳ      | 1° in V League 2 2023  |
| Sanna Khánh Hòa   | Nha Trang   | 11° in V League 1 2023 |
| SLNA              | Vinh        | 9° in V League 1 2023  |
| Thanh Hóa         | Thanh Hóa   | 4° in V League 1 2023  |
| Viettel           | Hanoi       | 3° in V League 1 2023  |

## Classifica
|                    | Pos. | Squadra           | Pt | G  | V  | N | P  | GF | GS | DR  |
| ------------------ | ---- | ----------------- | -- | -- | -- | - | -- | -- | -- | --- |
| Vietnam (bandiera) | 1.   | Nam Định          | 53 | 26 | 16 | 5 | 5  | 60 | 38 | +22 |
|                    | 2.   | Bình Dương        | 47 | 26 | 13 | 8 | 5  | 47 | 28 | +19 |
|                    | 3.   | Hà Nội            | 43 | 26 | 13 | 4 | 9  | 45 | 37 | +8  |
|                    | 4.   | Hồ Chí Minh       | 40 | 26 | 11 | 7 | 8  | 30 | 26 | +4  |
|                    | 5.   | Viettel           | 38 | 26 | 10 | 8 | 8  | 29 | 28 | +1  |
|                    | 6.   | CAHN              | 37 | 26 | 11 | 4 | 11 | 44 | 35 | +9  |
|                    | 7.   | Hải Phòng         | 35 | 26 | 9  | 8 | 9  | 42 | 39 | +3  |
|                    | 8.   | Thanh Hóa         | 35 | 26 | 9  | 8 | 9  | 34 | 39 | -5  |
|                    | 9.   | Bình Định         | 35 | 26 | 10 | 5 | 11 | 33 | 34 | -1  |
|                    | 10.  | HAGL              | 32 | 26 | 8  | 8 | 10 | 22 | 35 | -13 |
|                    | 11.  | Quảng Nam         | 32 | 26 | 8  | 8 | 10 | 34 | 36 | -2  |
|                    | 12.  | SLNA              | 30 | 26 | 7  | 9 | 10 | 27 | 32 | -5  |
|                    | 13.  | Hồng Lĩnh Hà Tĩnh | 30 | 26 | 7  | 9 | 10 | 25 | 32 | -7  |
|                    | 14.  | Sanna Khánh Hòa   | 11 | 26 | 2  | 5 | 19 | 19 | 52 | -33 |

Legenda:
      Campione del Vietnam e qualificata per la AFC Champions League Two 2024-2025.
 Ammesso ai Play-off promozione/retrocessione
 Retrocessione diretta.